# Xueta

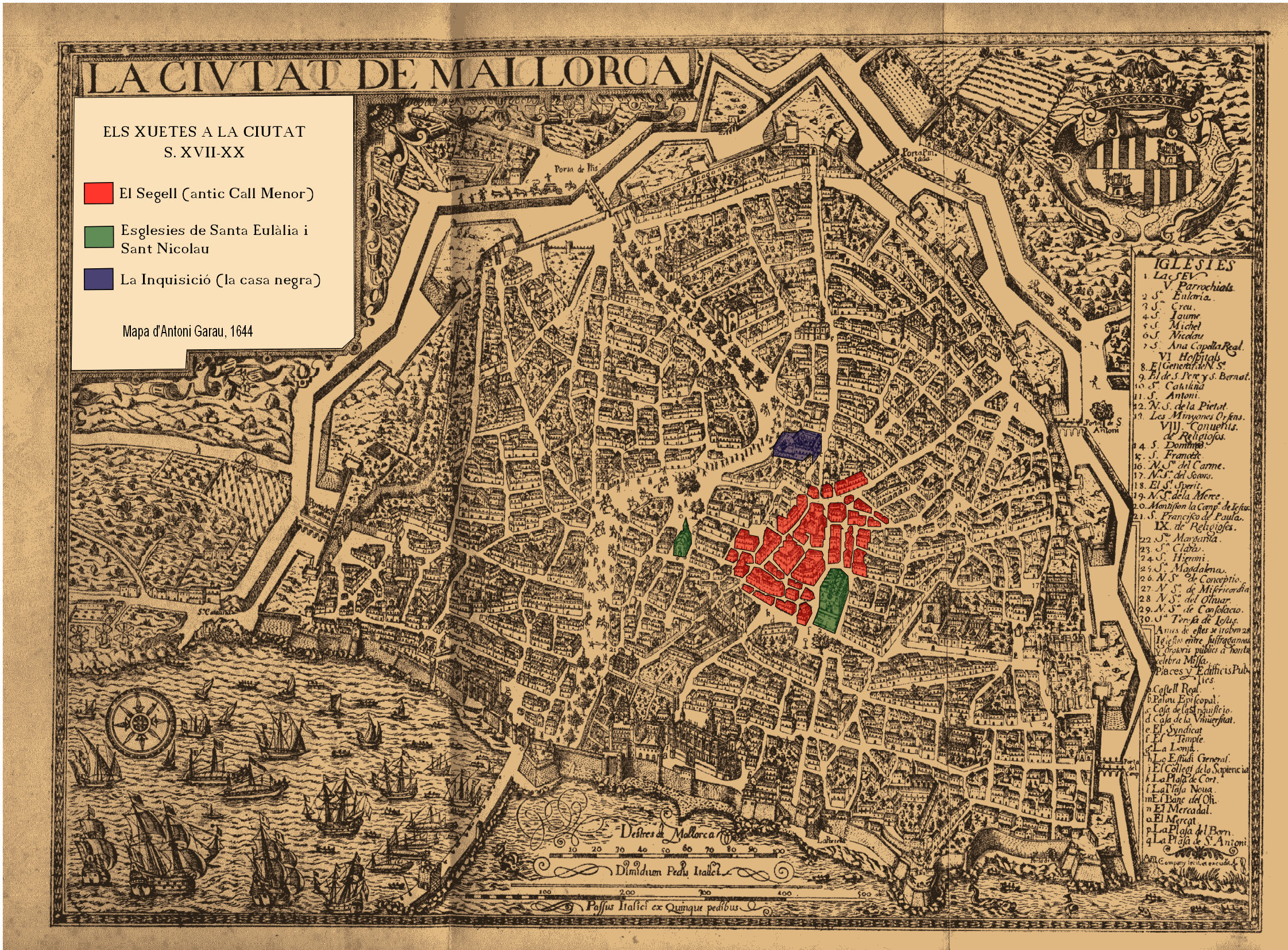
El Segell, het traditionele woongebied van de Xuetas in Palma (rood).

De Xuetas vormen een bevolkingsgroep op Mallorca. Ze stammen af van cryptojoden en conversos. Er werd door de jaren heen strikte endogamie toegepast, waardoor de meerderheid van de Xuetas waarschijnlijk van moeder op moeder van joden afstamt en daarmee volgens de halacha (de joodse wetgeving) ook jood is. Ze vormden een achtergestelde bevolkingsgroep tot halverwege de 20e eeuw. Tegenwoordig wonen er op Mallorca 20.000-25.000 Xuetas, dit is zo'n drie procent van de totale bevolking.
De bevolkingsgroep is vanaf 1391 ontstaan uit conversos, waarvan een groot deel vasthield aan de oorspronkelijke joodse tradities. In 1488 kwam de Spaanse Inquisitie naar Mallorca, waarmee de vervolging van de Xuetas begon. Tot 1544 was die vervolging heel heftig en werden tientallen Xuetas ter dood gebracht. Daarna zwakte het wat af. Tot halverwege de 20e eeuw werden ze echter als tweederangs burgers behandeld. Er werd strikte endogamie toegepast, waardoor de meerderheid van de Xuetas waarschijnlijk van moeder op moeder van joden afstamt en daarmee volgens de halacha ook jood is. 